# Томаталь
Томаталь (нім. Thomatal) — комуна (нім. Gemeinde) в Австрії, у федеральній землі Зальцбург. Входить до складу округи Тамсвег.
Населення становить 349 чоловік (2010). Займає площу 75,6 км2.
Рада представників комуни (нім. Gemeinderat) складається з 9 місць.

## Склад громади
Громада Томаталь складається з двох населених пунктів (кадастрових громад) — власне села Томаталь і села Бундшу (нім. Bundschuh).

## Старовинна доменна піч

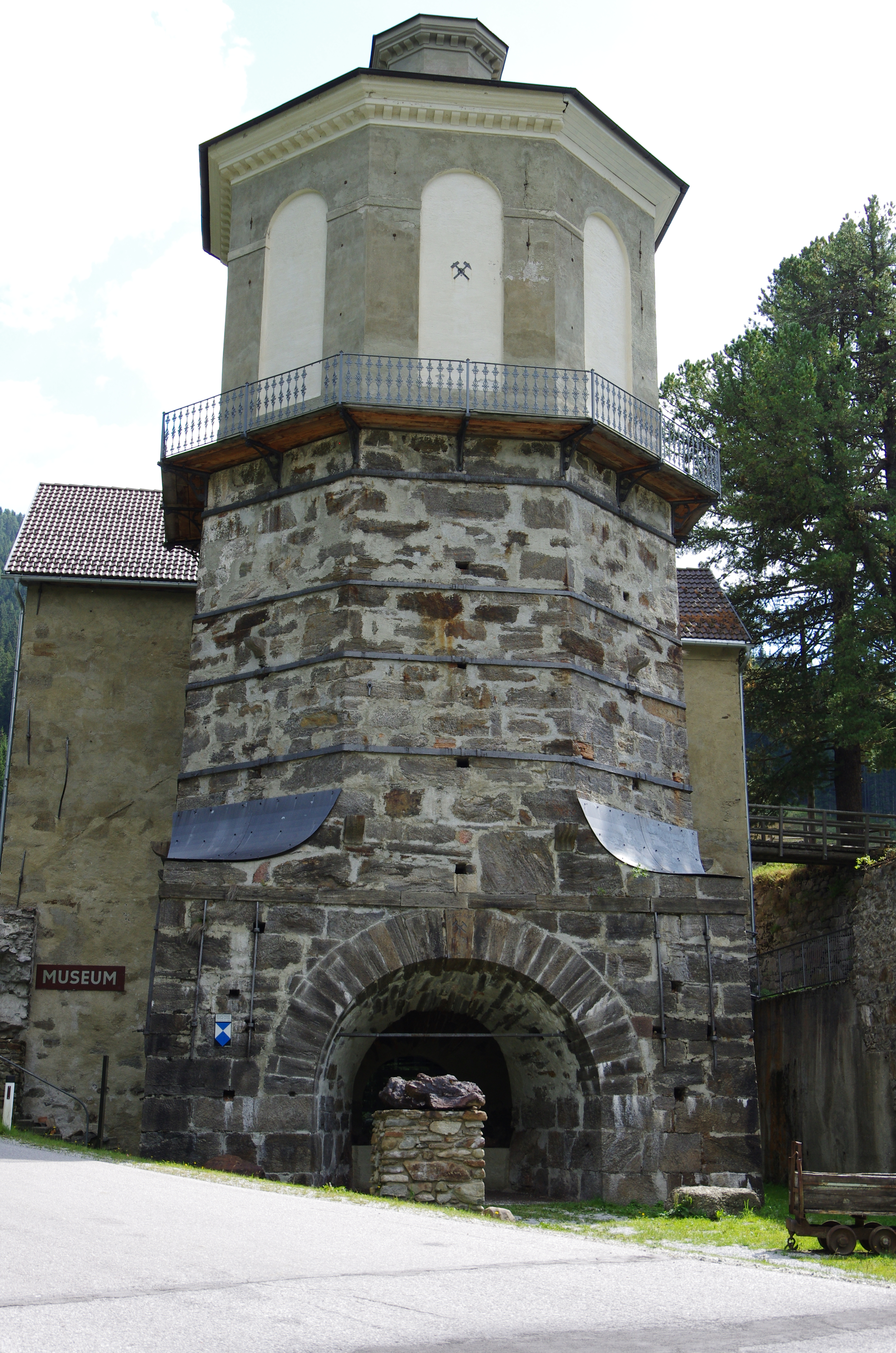
Стара доменна піч у селі Бундшу громади Томаталь.

Село Бундшу, що входить до складу громади Томаталь, з давніх часів і до 1885 року було одним з гірничо-металургійних районів Зальцбургу. 1867 року тут було побудовано нову доменну піч. Піч працювала на деревному вугіллі. Однак, через малий вміст заліза у місцевій руді і наявність в ній сірки, виробництво чавуну вимагало великої витрати деревного вугілля і тому було не дуже прибутковим. У деякі періоди піч працювала з частими перервами через нестачу палива. 1885 року робота доменної печі була припинена. У 1901 — 1903 роках були ще спроби використання цієї печі.
1975 року відбулася перша реставрація доменної печі. 1984 року у Бундшу на території колишнього металургійного заводу було відкрито музей, одним з експонатів якого є стародавня доменна піч, що добре збереглася. Музей може відвідати кожний охочий.
Доменна піч зображена на гербі громади Томаталь.

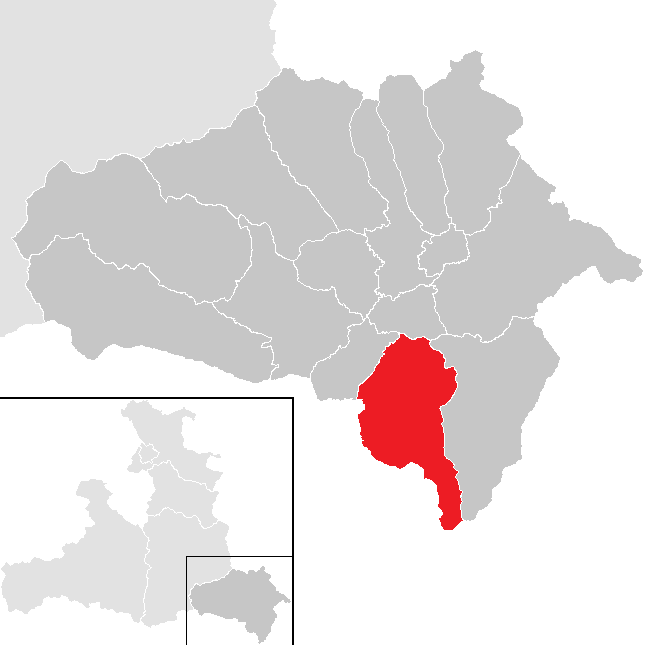
Комуна Томаталь на карті округи Тамсвег. У лівому нижньому кутку показано розташування округи Тамсвег на карті федеральній землі Зальцбург.